# Na In-woo
Na Jong-chan (tiếng Hàn: 나종찬; sinh ngày 17 tháng 9 năm 1994) được biết đến với nghệ danh Na In-woo (tiếng Hàn: 나인우), là nam diễn viên Hàn Quốc. Anh được biết đến với các vai diễn trong Chàng hậu (2020–21) và Sông đón trăng lên (2021). Anh gây tiếng vang với vai diễn nam chính trong bộ phim truyền hình chuyển thể Marry My Husband (2024). Ngoài ra, anh còn tham gia chương trình truyền hình thực tế - tạp kĩ 2 Ngày & 1 Đêm mùa 4 (từ tháng 1/2022 - hiện tại)

## Danh sách phim

### Phim truyền hình
| Năm     | Tên phim                                           | Tên tiếng Hàn       | Kênh phát sóng | Vai diễn             | Ghi chú   | Tham khảo         |
| ------- | -------------------------------------------------- | ------------------- | -------------- | -------------------- | --------- | ----------------- |
| 2015    | Shine or Go Crazy                                  |                     | MBC            | Se-won               |           | [ 1 ]             |
| 2015    | This Is My Love                                    |                     | JTBC           |                      |           |                   |
| 2015    | My Mom                                             |                     | MBC            | Park Dae-ryong       |           |                   |
| 2016    | Spark                                              |                     | Naver TV Cast  | Yoon Ga-on           |           |                   |
| 2016–17 | Golden Pouch                                       |                     | MBC            | Yoon Ji-sang         |           |                   |
| 2018    | It’s Okay to be Sensitive                          |                     | Naver TV Cast  | Park Ji-ho           |           |                   |
| 2019    | Yeonnam Family                                     |                     | Olleh Tv       | Yoo Gwon             |           |                   |
| 2019    | Home for Summer                                    |                     | KBS1           | Jang Won-jun         |           |                   |
| 2019–20 | Best Chicken                                       |                     | MBN và Dramax  | Lee Jin-sang         |           |                   |
| 2019–20 | Unasked Family                                     |                     | KBS1           | Nam I-nam / Kim Hyun |           |                   |
| 2020    | Mystic Pop-up Bar                                  |                     | JTBC           | Kim Won-Young        |           |                   |
| 2020–21 | Chàng hậu (Mr. Queen)                              | 철인왕후            | tvN            | Kim Byeong-in        | Vai phụ   |                   |
| 2021    | Sông đón trăng lên                                 | 달이 뜨는 강        | KBS2           | On Dal               | Vai chính | [ 2 ] [ 3 ] [ 4 ] |
| 2021    | Chờ mùa xuân xanh (At a Distance, Spring Is Green) | 멀리서 보면 푸른 봄 | KBS2           | Yeo Jun-wan          | Vai phụ   | [ 5 ]             |
| 2022    | Những cô nàng tạp vụ (Cleaning Up)                 | 클리닝 업           | JTBC           | Doo-yeong            | Vai chính | [ 6 ]             |
| 2022    | Jinx's Lover                                       | 징크스의 연인       | KBS2           | Gong Soo-kwang       | Vai chính | [ 7 ] [ 8 ]       |
| 2024    | Marry My Husband                                   | 내 남편과 결혼해 줘 | tvN            | Yoo Ji-hyuk          | Vai chính |                   |

### Phim
| Năm  | Tiêu đề                      | Vai trò       |
| ---- | ---------------------------- | ------------- |
| 2015 | Twenty                       | Dong-won      |
| 2016 | The Car Crash: Hit by Dongho | Ko Dong-ho    |
| 2019 | The Faceless Boss            | Boy 1         |
| TBA  | Her Bucket List              | Im Geon-hyung |
| 2022 | Ditto                        | Young-ji      |

## Giải thưởng và đề cử
| Năm  | Giải thưởng                           | Thể loại                             | Đề cử | Kết quả |
| ---- | ------------------------------------- | ------------------------------------ | ----- | ------- |
| 2015 | Giải thưởng phim truyền hình MBC 2015 | Diễn viên xuất sắc trong sê ri Drama | Mom   | Đề cử   |

## Liên kết
- Website chính thức (bằng tiếng Hàn Quốc)
- Na In-woo trên HanCinema
- Na In-woo trên Instagram